# Gaudenzio Bono
Gaudenzio Bono (Torino, 17 maggio 1901 – Torino, 11 novembre 1978) è stato un imprenditore italiano amministratore delegato e vicepresidente Fiat.

## Biografia

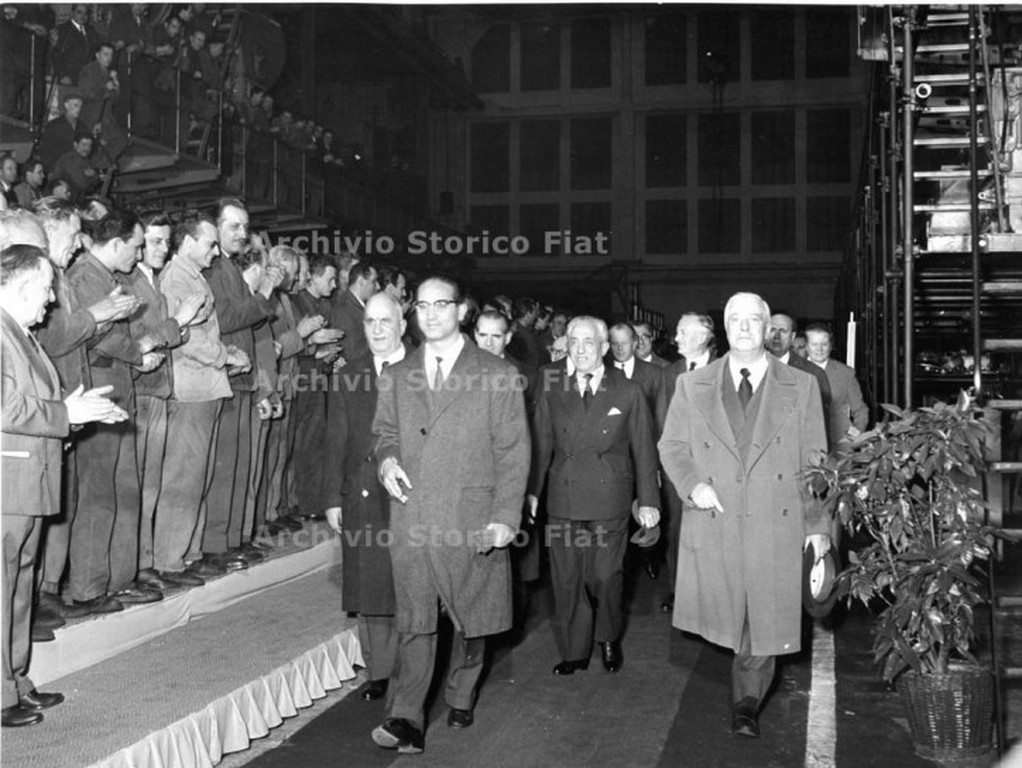
Gaudenzio Bono e altri dirigenti Fiat durante la visita del ministro Emilio Colombo per il conferimento del premio ANIAI, Torino 1960

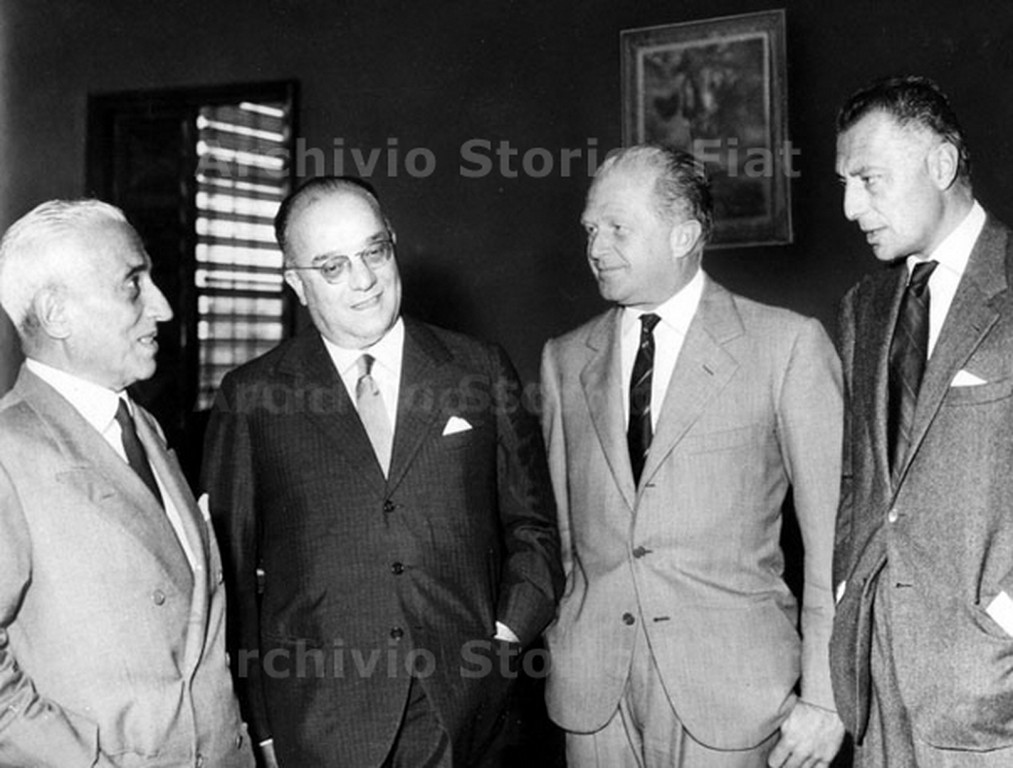
Gaudenzio Bono (il secondo da sinistra) con Vittorio Valletta, Giovanni Nasi e Gianni Agnelli, anni sessanta.

Gaudenzio Bono nasce a Torino nel 1901. Figlio di un impiegato delle Poste e telegrafi, cresce nel periodo di intensa industrializzazione dell’area metropolitana piemontese. Nel dicembre del 1923 consegue la laurea in ingegneria presso il Politecnico di Torino e nel gennaio del 1924 entra alla Fiat per seguire il corso di tirocinio per ingegneri, costituito essenzialmente da un lavoro sul campo, alle fucine del Lingotto, lo stabilimento ultimato da poco, dove si svolgono alcune delle fasi più delicate della lavorazione metallurgica. Bono percorre, sempre al Lingotto, tutti i gradi della carriera: caposquadra, incaricato tecnico, caporeparto, fino al grado di ingegnere addetto alla direzione. Mantiene questo incarico fino al 1931, quando è nominato vicedirettore della Spa (Società piemontese automobili), un’azienda della Fiat interamente impegnata nella produzione di autocarri; la responsabilità operativa dell’azienda, di fatto, ricade fin d’allora su Bono, che viene poi nominato direttore nel 1939.
Nel corso di questi anni Bono assume anche alcuni incarichi didattici. Dal 1928 al 1932 tiene un corso di Organizzazione dei fattori della produzione presso l’istituto tecnico industriale “Amedeo Avogadro” di Torino, forte delle esperienze di lavoro e degli insegnamenti acquisiti al Politecnico da Ugo Gobbato, il manager italiano con le migliori competenze nel campo dell’organizzazione industriale tra le due guerre. Nel 1932 riceve anche un incarico presso il Politecnico di Torino, per l’insegnamento di Tecnologia speciale dell’automobile; mantiene l’incarico fino al 1957, quando questo risulterà di fatto incompatibile con le responsabilità e gli impegni di dirigente aziendale.
Gli eventi accaduti alla Fiat nelle ultime settimane della guerra e nei primi giorni della Liberazione, portano Bono a un diverso livello di responsabilità. Estromessi dall’azienda i vertici, colpiti dai provvedimenti di epurazione per il coinvolgimento con il Regime fascista - primi fra tutti il presidente Giovanni Agnelli e l’amministratore delegato Vittorio Valletta - il Comitato di liberazione nazionale (CLN) insediato negli stabilimenti Fiat il 26 aprile 1945 nomina una gestione provvisoria, della quale fanno parte, oltre a Battista Santhià (un commissario di nomina politica e di lunga militanza comunista), tre direttori della Fiat che, non compromessi con il Regime, forniscono le opportune garanzie per affrontare le difficoltà del momento: Aurelio Peccei, della Direzione commerciale, rappresentante del Partito d’azione; Arnoldo Fogagnolo, il direttore della Grandi motori; e lo stesso Bono; a questi si aggiunge un quinto, nominato dall’Amministrazione alleata con il titolo di commissario unico, nella persona di Antonio Cavinato, docente di Mineralogia al Politecnico di Torino, già consulente della Fiat e poi comandante partigiano nella provincia di Padova. In seno al comitato, Bono e Fogagnolo rappresentano la continuità dell’azienda, mentre gli altri commissari sono i portavoce di forze politiche che non hanno alcuna effettiva possibilità di accesso alle risorse finanziarie della società. In queste condizioni, la Fiat continua ad essere governata di fatto dalla precedente gestione, in particolare da Valletta, nonostante la sua posizione di isolamento e di formale estraneità all’azienda. In questa fase complessa, Bono svolge un prezioso ruolo di collegamento tra la dirigenza estromessa e la gestione commissariale.
Nei primi mesi del 1946 si conclude la parentesi della gestione commissariale, con un accordo che prevede la totale reintegrazione della vecchia dirigenza e l’istituzione dei consigli consultivi di gestione. Valletta diventa presidente e amministratore delegato; a Bono venne affidata la carica di direttore generale.
Nella struttura piramidale della Fiat di Valletta, la Direzione rappresenta il vertice che coordina il lavoro delle singole divisioni e direzioni, svolgendo contemporaneamente funzioni di gestione strategica e di controllo operativo. Il binomio Valletta-Bono, malgrado la diversità di età e di mentalità, è l’emblema di questa struttura dirigenziale fortemente accentrata, rimasta identica sull’arco di un ventennio, nonostante il progressivo crescere delle linee gerarchiche sottostanti: al termine dell’ultimo mandato del Valletta, nell’aprile del 1966, un centinaio di direzioni diverse fanno capo alla Direzione generale.
Questo sistema, del quale Bono è l’interprete più autentico e conseguente, e anche il centro propulsore del grande sviluppo della Fiat nei venti anni successivi alla ricostruzione postbellica. In questo periodo, dal 1949 al 1969, la produzione delle automobili cresce di diciotto volte, quella dei veicoli industriali di sette volte e mezza. Settori tecnologicamente strategici e politicamente delicati, come quello dell’aviazione, vengono ricostituiti e rafforzati. La produzione siderurgica cresce in proporzione. Il complesso di questi risultati era stato previsto e consapevolmente programmato nei mesi immediatamente successivi alla fine della guerra, mentre nella classe imprenditoriale italiana tendeva a prevalere una forte cautela rispetto ai programmi futuri. Su questo tema, Bono viene consultato, nell’aprile del 1946, dalla Commissione economica del Ministero per la costituente: a questa risponde, come lo stesso Valletta, delineando un programma industriale espansivo di vasta portata.
La cultura tecnica di Bono, già cresciuta sotto lo stimolo del lavoro quotidiano e costantemente aggiornata dal volume di informazioni reso necessario dalla sua funzione, fa sentire la sua influenza in tutti i settori produttivi della Fiat negli anni che preludono al grande sviluppo, e alle sue indicazioni va attribuita la generale modernizzazione degli impianti e delle attrezzature produttive.
Questa sua funzione di programmazione strategica, che si aggiunge a quella di controllo, ottiene un riconoscimento formale nel 1955 quando, alla carica di direttore generale, il consiglio di amministrazione della Fiat aggiunge quella di amministratore delegato. Questa scelta prefigura l’investitura di Bono quale successore di Valletta alla presidenza ma, mutate le condizioni e prevalsa l’esigenza di trasformare radicalmente la struttura dirigenziale e organizzativa dell’azienda, questa soluzione non si realizza. Tra il 1966 e il 1974, comunque, Bono è amministratore delegato unico e vicepresidente.
Dal 1957, lasciato l’insegnamento al Politecnico, è presidente dell’Istituto elettrotecnico nazionale “Galileo Ferraris” di Torino, fino al 1974. Muore a Torino alla fine del 1978.
Uomo di cultura, cultore di memorie e valori del Piemonte e della sua civiltà, fu tra i fondatori (11 giugno 1969) e primi dirigenti del Centro Studi Piemontesi, a fianco di Renzo Gandolfo, Piero Gribaudi, Giuseppe Fulcheri, Vincenzo Pich, Gianrenzo Clivio, Gustavo Buratti e di alcune altre personalità attive in campo economico e culturale.

## Archivio
La documentazione audiovisiva che testimonia l'attività imprenditoriale di Gaudenzio Bono è conservata a Ivrea presso l'Archivio nazionale del cinema d'impresa, nel fondo Fiat.